# Онсьё
Онсьё (фр. Oncieu) — коммуна во Франции, находится в регионе Рона — Альпы. Департамент — Эн. Входит в состав кантона Сен-Рамбер-ан-Бюже. Округ коммуны — Белле.
Код INSEE коммуны — 01279.

## География
Коммуна расположена приблизительно в 400 км к юго-востоку от Парижа, в 55 км северо-восточнее Лиона, в 34 км к юго-востоку от Бурк-ан-Бреса.
По территории коммуны протекает река Мандорн. Большая часть территории коммуны покрыта лесами.

## Климат
Климат полуконтинентальный с холодной зимой и тёплым летом. Дожди бывают нечасто, в основном летом.

## Население
Население коммуны на 2010 год составляло 91 человек.
| 1962 | 1968 | 1975 | 1982 | 1990 | 1999 | 2010 |
| ---- | ---- | ---- | ---- | ---- | ---- | ---- |
| 79   | 63   | 60   | 63   | 68   | 78   | 91   |

## Администрация
| Период | Период | Фамилия          | Партия | Примечания |
| ------ | ------ | ---------------- | ------ | ---------- |
| 1945   | 1953   | Анри Фурнье      |        |            |
| 1953   | 1957   | Филипп Бер       |        |            |
| 1957   | 1975   | Анри Гранжан     |        |            |
| 1975   | 2001   | Жозеф Ланьё      |        |            |
| 2001   | 2014   | Ален-Пьер Лажара |        |            |
| 2014   | 2020   | Жислен Перно     |        |            |

## Экономика
В 2010 году среди 54 человек трудоспособного возраста (15—64 лет) 39 были экономически активными, 15 — неактивными (показатель активности — 72,2 %, в 1999 году было 58,7 %). Из 39 активных жителей работали 38 человек (21 мужчина и 17 женщин), безработной была 1 женщина. Среди 15 неактивных 7 человек были учениками или студентами, 5 — пенсионерами, 3 были неактивными по другим причинам.

## Фотогалерея
- Онсьё
- Горный массив Эвож
- Карта коммуны